# Greg Avery
Greg Avery (født 1963), også kendt som Greg Jennings og Greg Harrison, er en britisk dyreretsaktivist og medstifter af Stop Huntingdon Animal Cruelty (SHAC), en international kampagne for at gennemtvinge lukningen af Huntingdon Life Sciences (HLS), et kontroversielt firma som bruger dyreforsøg, med hovedkvarter i Huntingdon, England.

## Tidlige liv
Avery blev oplært som skrædder, men gik med i dyreretsbevægelsen i en alder af 15, og har hengivet sig til den på fuld tid lige siden. Han har været et af de stiftende medlemmer af flere dyreretsgrupper, deriblandt Northern Animal Liberation League, Consort beagle kampagnen, Save the Hillgrove Cats og senest Stop Huntingdon Animal Cruelty. Han er også stærk fortaler for SPEAK kampagnen, som forsøger at forhindre Oxford University i at bygge et nyt laboratorium til dyreforsøg på South Parks Road, Oxford.

## SHAC kampagne
Avery stiftede SHAC i november 1999 med sin første kone, Heather James, nu Heather Nicholson, efter videooptagelser fra HLS, filmet af PETA, blev vist på britisk fjernsyn. Videoen filmet i Storbritannien viste personale fra HLS som råber af, ryster, slår og griner af dyrene. en senere video fra HLS's amerikanske afdeling viser en levende abe, som bliver dissekeret mens den muligvis er ved bevidsthed. 
I 1996 blev Avery varetægtsfængslet i 18 måneder efter politiet fandt værktøj til brandstiftelse i det hus hvor han boede med en anden aktivist. Han blev senere frifundet. Han blev i 1998 idømt seks måneders fængsel efter et slagsmål, og 14 dage senere på året for overtrædelse af Public Order Act. I 2002 blev Avery, James og en tredje aktivist, Natasha Constance Dellemagne (nu Natasha Avery) fængslet i 12 måneder, seks af dem betingede, for sammensværgelse .
I foråret 2002 blev Dellemagne og Avery et par og blev senere gift. Pr. 2004 boede parret sammen med Heather James i en bolig som de har fået af en rig støtte, Virginia Jane Steele.  
I juli 2006 blev Natasha Avery og Heather James/Nicholson idømt 16 måneders fængsel sammen med den 19 år gamle Daniel Wadham, som blev idømt 12 måneders detention, for et angreb på en bil som havde et Countryside Alliance klistermærke. Trioen blev dømt for verbalt at have overfaldet og spyttet på bilens ejere, en 75-årig kvinde, en kvinde i 40'erne og en 21 år gammel mand. 

## Fodnoter
1. ↑  Goodwin, Jo-Ann. "The Animals of Hatred", The Daily Mail, 15. oktober 2003
2. ↑  Thugs for Puppies Arkiveret 9. februar 2006 hos  Wayback Machine The Salon, John Cook.
3. ↑  Money talks The Guardian, Steve Boggan, 1. juni 2006
4. ↑  "Beauty and The Beasts", The Observer, Jamie Doward and Mark Townsend, 1. august 2004
5. ↑  "Inside HLS video". Arkiveret fra originalen 3. november 2005. Hentet 23. marts 2007.
6. ↑  "Live monkey video". Arkiveret fra originalen 31. oktober 2005. Hentet 23. marts 2007.
7. ↑  The Daily Mail (London), The Animals of Hatred, Jo-Ann Goodwin, 15. oktober 2003
8. ↑  Sex and violence allegations split animal rights campaign The Guardian, Jamie Doward, 11. april 2004
9. ↑  Animal Rights Trio Jailes For Grandma Attack Arkiveret 14. september 2007 hos  Wayback Machine Life Style Extra, 25. juli 2006